# Katsushika Ōi
Katsushika Ōi (葛飾 応為?, Katsushika Ōi; 1800 circa – 1866 circa) è stata una pittrice giapponese del tardo periodo edo, esponente dello stile ukiyo-e.
Come il padre Katsushika Hokusai (1760-1849) fu un'artista prolifica, e raggiunse una certa notorietà fra gli artisti del suo tempo. Nonostante la presenza ingombrante della figura paterna, Ōi viene comunque ricordata come una pittrice affermata e completa. Oi andò oltre la tradizione, dichiarando sia la propria indipendenza che la tecnica appresa, caratteristica per l’uso di tecniche di luce e ombra.

## Biografia
La data di nascita di Ōi viene spesso posta in relazione all'età del padre, il famoso pittore Katsushika Hokusai (1760-1849): si ritiene sia nata quando Hokusai aveva circa 37 anni, quindi intorno al 1800. Era la primogenita della seconda moglie di Hokusai, Kotome. Da questo matrimonio nacquero anche un figlio maschio, Sakijurō, e forse un'altra figlia femmina, Nao.
Il suo vero nome sembra fosse Sakae o Ei (栄), e non è ancora certa l'origine del suo nome d'arte "Ōi": alcuni sostengono derivi dall'espressione usata dal padre per chiamarla ("Ōi,ōi!" sarebbe l'equivalente giapponese del nostro "Oh!", "Ehi, tu!"), che lei avrebbe adottato usando dei caratteri che ne riproducevano il suono e che significavano "fedele ad Itsu" (nome d'arte che suo padre aveva cominciato ad usare a partire dal compimento dei 60 anni, nel 1820); altri ritengono invece che sia da ricondurre all'unione tra il nome Ei o Eijo (栄女) e il prefisso onorifico お (pronunciato "O"). Un'altra teoria sostiene che fosse un nomignolo datole dal padre in riferimento alla passione di Ōi per il sake.
Nei primi anni della sua vita, lei e le sorelle assistettero il padre nella bottega di famiglia, lavorando a fianco dei suoi allievi e imparando così il mestiere di pittore, dall'uso dei colori alla composizione. Nel 1824 Ōi si sposò con Minamizawa Tōmei, conosciuto nella bottega di Tsutsumi Tōrin III, del quale erano entrambi allievi. Fu un'unione di breve durata: divorziarono circa tre anni dopo, forse anche a causa di commenti poco lusinghieri che Ōi avrebbe fatto nei confronti delle capacità pittoriche del marito. Fece ritorno alla casa paterna intorno al 1828, anno in cui morì la madre.
Ōi passò gli anni successivi prendendosi cura del padre. I due si dedicavano sempre e solo alla pittura, trascurando completamente i lavori di casa. Infatti, pare si nutrissero di cibi pronti e non si curassero di fare le pulizie, preferendo traslocare quando le case diventavano pressoché inabitabili.
Tra i figli di Hokusai, del primo e del secondo matrimonio, Ōi era certamente la più talentuosa. Le sue doti artistiche vennero riconosciute già dai suoi contemporanei, a partire dal padre Hokusai che avrebbe ammesso di non poter competere con la figlia nella raffigurazione di belle donne (bijin-ga). L'artista Keisai Eisen (1790-1848) ammirò il suo talento e la sua padronanza della tecnica pittorica, ritenendola un'artista professionista  Ōi puntava a rendere la sua arte immortale, ed era determinata a seguire la sua visione artistica, rifiutandosi di dedicarsi a quelle che allora erano considerate le canoniche occupazioni femminili. Le sue aspirazioni la spinsero anche ad allontanarsi dal marito, che considerava artisticamente mediocre. Questo atteggiamento fu però controbilanciato dalla decisione, più conforme alle regole sociali dell'epoca, di dedicarsi alle cure del padre, dopo il divorzio e la scomparsa della madre.
Dopo la morte di Hokusai nel 1849, Ōi si ritirò a vita privata, tagliando i ponti con gli allievi e, in un primo momento, con la famiglia. Riallacciò i contatti con il fratello qualche anno dopo e si trasferì per un breve periodo a casa sua. Nel 1857 andò a vivere per conto suo nel quartiere di Aoyama a Edo (nome con il quale all'epoca era conosciuta Tōkyō) e negli ultimi anni si spostò ancora. Non è chiaro dove si trovasse al momento della sua morte, avvenuta nel 1866.

## Stile

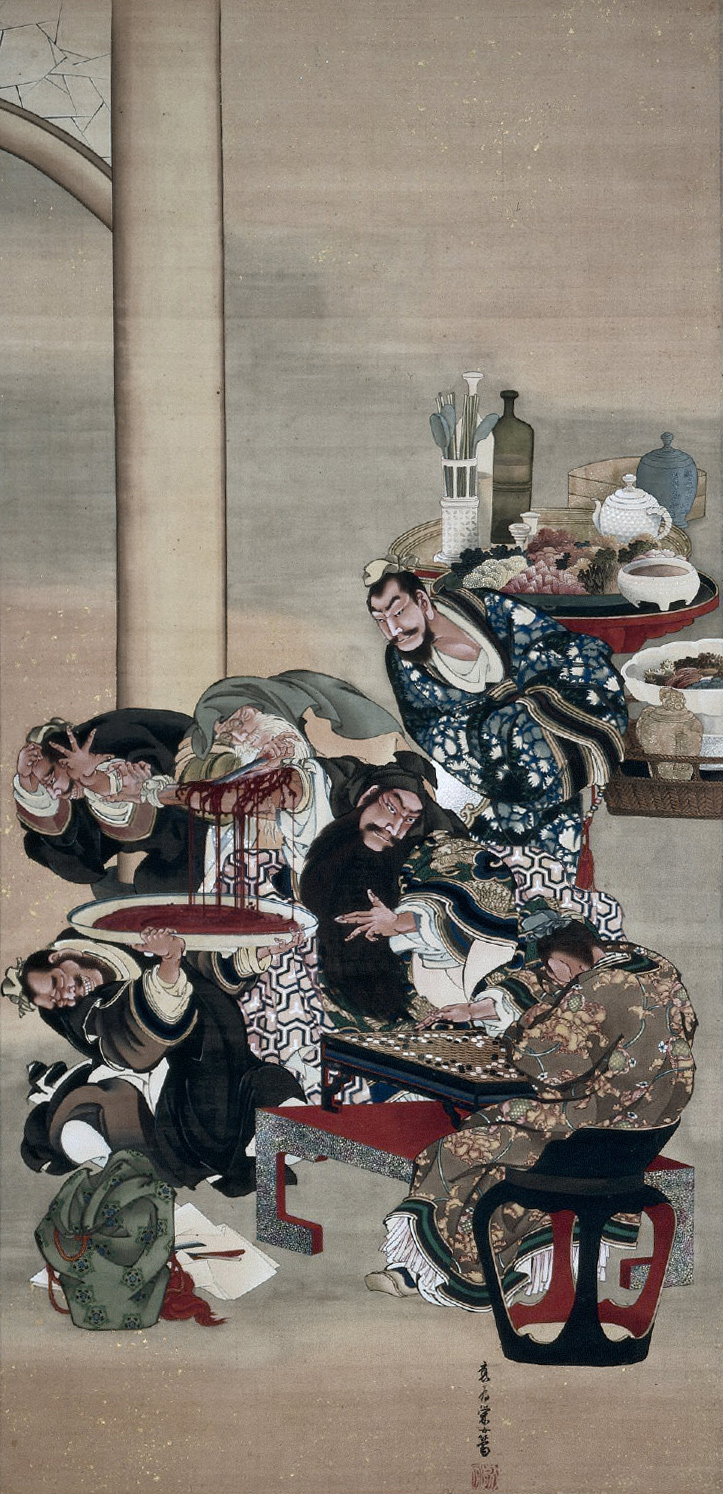
Kan'u wari hijizu (関羽割臂図, Hua Tuo opera il braccio di Guan Yu), Katsushika Ōi

Ōi si dedicò principalmente alla realizzazione di soggetti dell'ukiyo-e come il bijin-ga (ritratti di belle donne), ma anche ad altri più tipici della tradizione mitologica e letteraria cinese. È stata anche autrice delle illustrazioni di alcuni libri, e negli ultimi anni di vita del padre lo aiutò nell'esecuzione di alcuni suoi dipinti. Realizzò anche un particolare tipo di bambole chiamate keshi ningyō, che vendeva per guadagnarsi da vivere. 

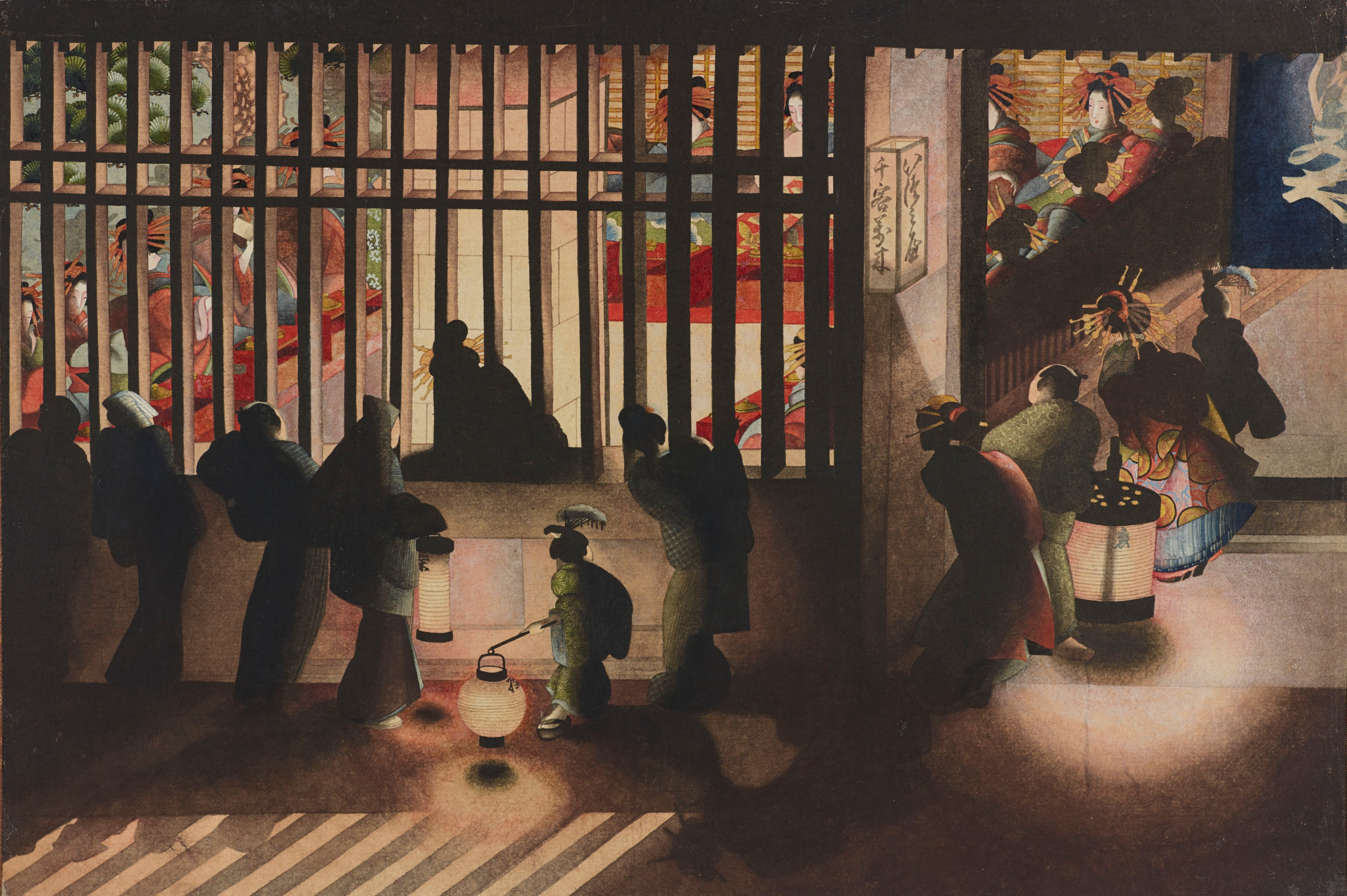
Yoshiwara Kōshisakinozu (吉原格子先図, Notturno in Yoshiwara), Katsushika Ōi

Le sue opere presentano alcuni elementi di innovazione rispetto alla tradizione (caratterizzata da figure stilizzate e colori piatti), come l'utilizzo di giochi di luci ed ombre, la sperimentazione con la prospettiva occidentale e la dinamicità delle scene. Ad esempio, in Notturno in Yoshiwara è evidente lo studio del contrasto creato dalla luce proveniente dalle lanterne e dall'interno della casa del tè con l'oscurità che la circonda. Le cortigiane, icone di bellezza dell'epoca, sono rese quasi anonime, nascoste nell'ombra e dal reticolo. La firma (O, i, Ei) è visibile nelle lanterne rappresentate nella parte bassa del dipinto.
L'opera Tre suonatrici si distingue per la sua vivacità, data dall'andamento curvo delle figure, e dall'inusuale decisione di rappresentare una delle suonatrici di schiena, dando ancora più naturalezza alla scena. In Hua Tuo opera il braccio di Guan Yu si nota l'abilità di Ōi nella composizione, esemplificata dalla giustapposizione della violenta scena centrale con la calma e l'ordine della stanza.

## Opere principali
- Yoshiwara Kōshisakinozu (吉原格子先図, Notturno in Yoshiwara), rotolo appeso, inchiostro e pittura su carta, 40x60 cm, Ota Memorial Museum of Art
- Sankyokugassōzu (三曲合奏図, Tre Suonatrici), rotolo appeso, inchiostro e pittura su seta, 46,5x67,5 cm, Museum of Fine Arts, Boston
- Kan'u wari hijizu (関羽割臂図, Hua Tuo opera il braccio di Guan Yu), rotolo appeso, inchiostro, pittura e foglia d'oro su seta, 140,20x68,20 cm, The Cleveland Museum of Art
- Courtesan at the New Year (Cortigiana all'Anno Nuovo), rotolo appeso, inchiostro e colore lieve su carta, 24,5x36,7 cm, Prof. Dr. Med. Gerhard Pulveler Collection
- Courtesan writing a letter (Cortigiana scrive una lettera), rotolo appeso, inchiostro su carta, 26,2x28 cm, Dr. and Mrs. George A. Colom Collection
- Illustrazioni per E-iri nichiyō onna chōhō-ki (絵入日用女重宝記, Libretto illustrato per donne), 1847, matrice in legno-libro stampato, 25,4x17,3 cm, Raviez Collection
- Illustrazioni per Sencha jibiki no shu o Sencha tebiki no tane (煎茶手引の種, Piccolo dizionario di Sencha), 1848, libro stampato, 7,4x17 cm, ubicazione sconosciuta
- Gekka kinutauchi bijinzu (月下砧打美人図, Kinuta o Bella donna folla la stoffa al chiaro di luna), rotolo appeso, inchiostro su seta, 113,4x31,1 cm, Tokyo National Museum
- Yozakurazu (夜桜美人図, Fiore di ciliegio nella notte), rotolo appeso, colore su seta, 88,8x34,5 cm, Menard Art Museum
- Chikuri no fujizu (竹林の富士図, Monte Fuji visto attraverso una foresta di bamboo), rotolo appeso, inchiostro e colore su seta, 103,5x33 cm, ubicazione sconosciuta

## Eredità
Grazie alla decisione di apporre la propria firma sui lavori più importanti e di trasmettere il suo sapere a numerosi allievi, la memoria di Ōi è perdurata. La scelta di ritirarsi dalla vita pubblica dopo la morte del padre ha fatto sì che per molto tempo scomparisse dalla memoria collettiva, oscurata anche dall'ingente lascito artistico di Hokusai. Negli anni ottanta del Novecento ha riconquistato notorietà grazie al manga Sarusuberi (mirto crespo) della disegnatrice Hinako Sugiura, da cui è stato poi tratto l'anime Miss Hokusai del regista Keiichi Hara (2015).
La storia di Ōi, inoltre, ha raggiunto anche il mondo occidentale: la scrittrice canadese Katherine Govier, col suo romanzo The Ghost Brush (anche intitolato The Printmaker’s Daughter), pubblicato nel 2011, dà voce alla stessa Ōi, che ci racconta la sua vita in prima persona.